# Florida Department of Transportation

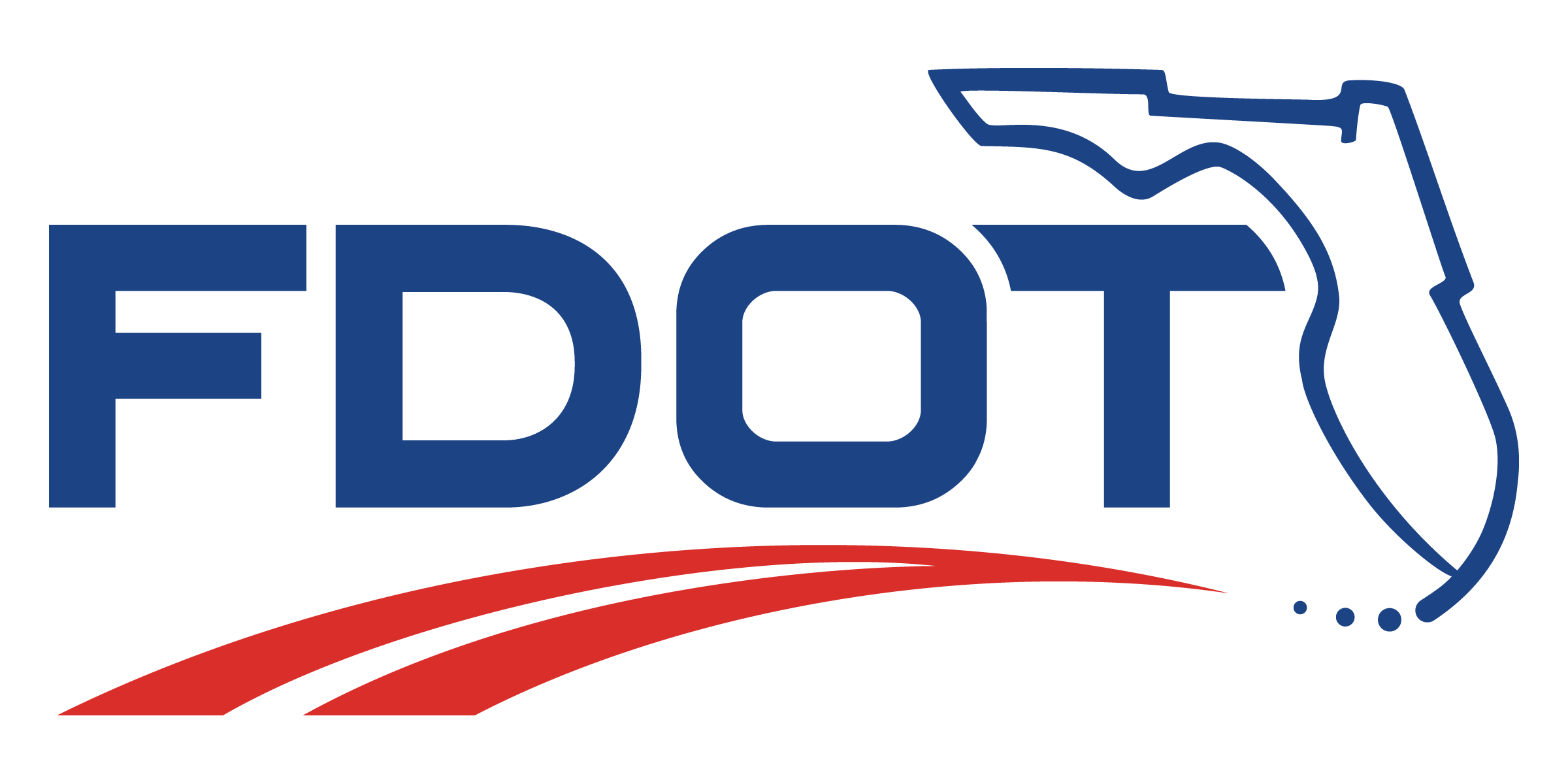
Florida Department of Transportation

Das Florida Department of Transportation (FDOT) ist die staatliche Verkehrsbehörde des US-Bundesstaates Florida. Sie wurde 1969 gegründet.

## Überblick
Das FDOT betreut insgesamt 196.971 Straßenkilometer (122.392 Meilen), 20 kommerzielle Flughäfen, zwei Raumflughäfen, 31 städtische Nahverkehrssysteme, 15 Seehäfen sowie 6.183 Schienenkilometer (3.842 Meilen).
Von den 122.392 Straßenmeilen entfallen 12.109 Meilen auf State Highways. Diese wiederum gliedern sich auf in 1.495 Meilen Interstate-Highways, 4.120 Meilen US-Highways sowie 6.494 Meilen State Roads.

## Organisation
Im Dezember 2014 wurde Jim Boxold von Gouverneur Rick Scott zum Generalsekretär des FDOT ernannt.
Das Department ist in sieben Zuständigkeitsbezirke aufgeteilt:
- Southwest Florida
- Northeast Florida
- Northwest Florida
- Southeast Florida
- Central Florida
- South Florida
- West Central Florida

Hinzu kommt die Florida's Turnpike Enterprise als Tochtergesellschaft.